# Tan Davīn
Tan Davīn (persiska: تن دوین, Tan Dabīn) är en ort i Iran.   Den ligger i provinsen Gilan, i den nordvästra delen av landet, 300 km nordväst om huvudstaden Teheran. Tan Davīn ligger 1 332 meter över havet och antalet invånare är 141.
Terrängen runt Tan Davīn är mycket bergig. Runt Tan Davīn är det ganska glesbefolkat, med 45 invånare per kvadratkilometer. Närmaste större samhälle är Māshīn Khāneh, 17,4 km sydost om Tan Davīn. Omgivningarna runt Tan Davīn är en mosaik av jordbruksmark och naturlig växtlighet.